# Coupe de la confédération 2008
Navigation
Édition précédente Édition suivante
La Coupe de la confédération 2008 est la cinquième édition de la Coupe de la confédération. Les meilleures équipes non qualifiées pour la Ligue des champions de la CAF et les vainqueurs des coupes nationales participent à cette compétition.
Cette édition voit à nouveau le sacre du CS sfaxien, tenant du titre qui bat un autre club tunisien en finale, l'Étoile sportive du Sahel. C'est le deuxième succès en Coupe de la confédération pour le club, qui devient le premier à conserver la Coupe de la Confédération.

## Primes monétaires
| Classement | Prime au Club | Prime à la Fédération Nationale |
| ---------- | ------------- | ------------------------------- |
| Champion   | 300 000 $     | 30 000 $                        |
| Finaliste  | 200 000 $     | 20 000 $                        |
| 2e Place   | 150 000 $     | -                               |
| 3e Place   | 125 000 $     | -                               |
| 4e Place   | 100 000 $     | -                               |

## Tour préliminaire
| Équipe 1              | Résultat      | Équipe 2                         | Aller | Retour |
| --------------------- | ------------- | -------------------------------- | ----- | ------ |
| US Masséda            | 3 - 1         | Université Nationale du Bénin FC | 2 - 0 | 1 - 1  |
| Black Star            | 0 - 3         | Satellite FC                     | 0 - 0 | 0 - 3  |
| AS Mangasport         | 5 - 0         | AS-FNIS                          | 3 - 0 | 2 - 0  |
| Ports Authority       | 0 - 4         | Entente Sportive de Bingerville  | 0 - 1 | 0 - 3  |
| AS Maniema Union      | 3 - 0         | Akonangui FC                     | 3 - 0 | 0 - 0  |
| Petro Atlético Luanda | 1 - 3         | AS Mangasport                    | 1 - 2 | 0 - 1  |
| Express FC            | 1 - 1 5-4 tab | InterStar                        | 1 - 0 | 0 - 1  |
| AS Adema              | 1 - 2         | Young Africans FC                | 1 - 0 | 0 - 2  |
| forfait AS CotonTchad | -             | Alakhdhar S.C.                   | -     | -      |
| Chipukizi FC          | 0 - 7         | Green Buffaloes FC               | 0 - 5 | 0 - 2  |
| Harar Beer Botling FC | 2 - 2 3-5 tab | Rayon Sport                      | 2 - 0 | 0 - 2  |
| JS Talangaï           | 3 - 5         | Mount Cameroun                   | 2 - 1 | 1 - 4  |
| Anse Réunion FC       | 2 - 1         | Petite Rivière Noire SC          | 2 - 1 | 0 - 0  |

## Premier tour
| Équipe 1              | Résultat      | Équipe 2                        | Aller | Retour |
| --------------------- | ------------- | ------------------------------- | ----- | ------ |
| Djoliba AC            | 3 - 0         | Satellite FC                    | 2 - 0 | 1 - 0  |
| Issia Wazi            | 3 - 4         | US Masséda                      | 2 - 0 | 1 - 4  |
| ASC Linguère          | 3 - 3 tab     | Entente Sportive de Bingerville | 3 - 0 | 0 - 3  |
| Rachad Bernoussi      | 3 - 3e        | ES Tunis                        | 3 - 1 | 0 - 2  |
| CS sfaxien            | 2 - 1         | JSM Béjaïa                      | 1 - 0 | 1 - 1  |
| Petro Atlético Luanda | 1 - 3         | AS Mangasport                   | 1 - 2 | 0 - 1  |
| Les Astres FC         | 2 - 0         | AS Maniema Union                | 2 - 0 | 0 - 0  |
| MC Alger              | 0 - 1         | Haras El Hodood                 | 0 - 0 | 0 - 1  |
| AS Vita Club          | 0 - 0 4-2 tab | Express FC                      | 0 - 0 | 0 - 0  |
| Green Buffaloes FC    | 1 - 2         | Highlanders FC                  | 1 - 1 | 0 - 1  |
| Alakhdhar S.C.        | 2 - 1         | Young Africans FC               | 1 - 1 | 1 - 0  |
| EC Primeiro de Maio   | 1 - 2         | Mount Cameroun                  | 0 - 2 | 1 - 0  |
| Al Merreikh Omdurman  | 3 - 0         | Rayon Sport                     | 3 - 0 | 0 - 0  |
| Casa Sport            | 1 - 2         | Dolphin FC                      | 0 - 0 | 1 - 2  |
| Ajax Cape Town        | 5 - 1         | Anse Réunion FC                 | 1 - 0 | 4 - 1  |
| Wikki Tourists FC     | 3 - 6         | Asante Kotoko                   | 2 - 2 | 1 - 4  |

## Huitièmes de finale
| Équipe 1       | Résultat | Équipe 2             | Aller | Retour |
| -------------- | -------- | -------------------- | ----- | ------ |
| Djoliba AC     | 5 - 2    | AS Mangasport        | 3 - 1 | 2 - 1  |
| US Masséda     | 2 - 6    | ES Tunis             | 1 - 0 | 1 - 6  |
| ASC Linguère   | 4 - 4e   | CS sfaxien           | 3 - 2 | 1 - 2  |
| Alakhdhar S.C. | 1 - 2    | Haras El Hodood      | 1 - 1 | 0 - 1  |
| Les Astres FC  | 1e - 1   | AS Vita Club         | 0 - 0 | 1 - 1  |
| Highlanders FC | 1 - 5    | Al Merreikh Omdurman | 0 - 2 | 1 - 3  |
| Ajax Cape Town | 5 - 6    | Mount Cameroun       | 5 - 1 | 0 - 5  |
| Dolphin FC     | 3 - 4    | Asante Kotoko        | 2 - 0 | 1 - 4  |

## Tour intermédiaire
Les huit équipes qualifiées rencontrent les huit repêchés de la Ligue des champions (qui sont indiqués en italique). 
| Équipe 1           | Résultat      | Équipe 2             | Aller | Retour |
| ------------------ | ------------- | -------------------- | ----- | ------ |
| ES Sahel           | 2 - 0         | ES Tunis             | 2 - 0 | 0 - 0  |
| Club africain      | 0 - 0 5-3 tab | Djoliba AC           | 0 - 0 | 0 - 0  |
| Platinum Stars     | 2 - 4         | CS sfaxien           | 2 - 2 | 0 - 2  |
| JS Kabylie         | 2 - 1         | Les Astres FC        | 1 - 1 | 1 - 0  |
| Mamelodi Sundowns  | 1 - 2         | Haras El Hodood      | 1 - 0 | 0 - 2  |
| OC Khouribga       | 2 - 2e        | Al Merreikh Omdurman | 2 - 2 | 0 - 0  |
| Inter Luanda       | 3 - 2         | Mount Cameroun       | 2 - 1 | 1 - 1  |
| Al Ittihad Tripoli | 3 - 4         | Asante Kotoko        | 2 - 1 | 1 - 3  |

## Phase de poules
Les huit formations qualifiées sont réparties en deux poules de quatre équipes, qui se rencontrent deux fois, à domicile et à l'extérieur. Le premier de chaque groupe se qualifie pour la finale.

### Groupe A
| Rang | Équipe          | Pts | J | G | N | P | Bp | Bc | Diff |  | Résultats (▼ dom., ► ext.) | Sfa | Har | C.A | Int |
| ---- | --------------- | --- | - | - | - | - | -- | -- | ---- |  | -------------------------- | --- | --- | --- | --- |
| 1    | CS sfaxien      | 13  | 6 | 4 | 1 | 1 | 11 | 6  | +5   |  | CS sfaxien                 |     | 1-0 | 2-0 | 4-1 |
| 2    | Haras El Hodood | 10  | 6 | 3 | 1 | 2 | 10 | 6  | +4   |  | Haras El Hodood            | 3-1 |     | 2-1 | 4-1 |
| 3    | Club africain   | 8   | 6 | 2 | 2 | 2 | 7  | 6  | +1   |  | Club africain              | 0-0 | 1-1 |     | 3-0 |
| 4    | Inter Luanda    | 3   | 6 | 1 | 0 | 5 | 6  | 16 | -10  |  | Inter Luanda               | 2-3 | 1-0 | 1-2 |     |

### Groupe B
| Rang | Équipe               | Pts | J | G | N | P | Bp | Bc | Diff |  | Résultats (▼ dom., ► ext.) | Sah | Mer | Kab | Asa |
| ---- | -------------------- | --- | - | - | - | - | -- | -- | ---- |  | -------------------------- | --- | --- | --- | --- |
| 1    | ES Sahel             | 10  | 6 | 3 | 1 | 2 | 8  | 6  | +2   |  | ES Sahel                   |     | 2-1 | 2-0 | 2-0 |
| 2    | Al Merreikh Omdurman | 9   | 6 | 3 | 0 | 3 | 9  | 8  | +1   |  | Al Merreikh Omdurman       | 2-0 |     | 3-0 | 2-1 |
| 3    | JS Kabylie           | 9   | 6 | 3 | 0 | 3 | 8  | 9  | -1   |  | JS Kabylie                 | 1-0 | 3-1 |     | 2-0 |
| 4    | Asante Kotoko        | 7   | 6 | 2 | 1 | 3 | 7  | 9  | -2   |  | Asante Kotoko              | 2-2 | 1-0 | 3-1 |     |

## Finale
| Équipe 1   | Résultat | Équipe 2 | Aller | Retour |
| ---------- | -------- | -------- | ----- | ------ |
| CS sfaxien | 2e - 2   | ES Sahel | 0 - 0 | 2 - 2  |

## Vainqueur
| Coupe de la confédération Vainqueur 2008 |
| ---------------------------------------- |
| Club sportif sfaxien Deuxième titre      |